# 金橋站 (都柏林輕軌)
金橋站（英語：Goldenbridge）是一個位於愛爾蘭都柏林西部的都柏林轻轨站，在2004年通車。車站位於大運河的船閘附近，靠近金橋墓地。
都柏林公車路線123能到達此站。